# Schweiz ambassad i Berlin
Schweiz ambassad i Berlin är Schweiz diplomatiska representation i Tyskland. Den utmärker sig genom sin centrala placering i regeringskvarteren mellan Bundeskanzleramt och Förbundsdagen. 
Byggnaden har varit Schweiz beskickning sedan 1919. Under andra världskriget ockuperades byggnaden tillfälligt av sovjetiska trupper inför erövrandet av Riksdagshuset. Efter kriget återfanns är en schweizisk central för schweiziska medborgare på flykt som hjälptes hem. Därefter blev huset plats för Schweiz delegation och 1973 generalkonsulat. 2000 blev byggnaden åter ambassad. Då hade man byggt ut komplexet med en del i modern arkitekturstil.